# Lucien Fruchaud
Lucien Fruchaud (* 23. Oktober 1934 in Le Loroux-Bottereau) ist Altbischof von Saint-Brieuc.

## Leben
Lucien Fruchaud empfing am 30. Juni 1962 die Priesterweihe. Johannes Paul II. ernannte ihn am 17. Juli 1992 zum Bischof von Saint-Brieuc.
Der Bischof von Nantes, Émile Marcus PSS, spendete ihm am 19. September desselben Jahres die Bischofsweihe; Mitkonsekratoren waren Jacques André Marie Jullien, Erzbischof von Rennes, und Michel Paul Marie Moutel PSS, Bischof von Nevers.
Am 20. August 2010 nahm Papst Benedikt XVI. seinen altersbedingten Rücktritt an.